# 柱国
柱国，中國古代官名。战国楚设置上柱国，破军杀将有战功者为上柱国。
燕元元年（384年），慕容垂称燕王，建立后燕，封拥戴有功的丁零部落首领翟斌之弟翟檀为「柱国大将军」，后翟氏兄弟反叛被杀，罢。
北魏神䴥四年（431年）太武帝复置「柱国大将军」，授予太尉长孙嵩，后罢。武泰元年（528年），北魏孝莊帝以权臣尔朱荣有翊戴之功，拜荣柱国大将军，位在丞相上，尔朱荣之后又出任大丞相、天柱大将军。永安三年（530年）尔朱荣被杀，后此官遂废。
大统三年（537年），西魏文帝以宇文泰有建中兴之功，又重新授予宇文泰柱国大将军之号，简称「柱国」。到大统十六年以前，总共有八人被拜为柱国大将军，当时号称「八柱国」。宇文泰总领百官，督中外军，为柱国之首，广陵王元欣则是因西魏皇族地位尊崇而挂名，其余六柱国各督二个大将军，共12個大将军，分掌禁旅。北周之后位至柱国的非常多，官职逐渐散秩，不再统领士兵。北周建德四年，增设置上柱国、上大将军。隋朝设置上柱国和柱国为勋官的最高两等，并不管理事务。